# Glenn Curtiss

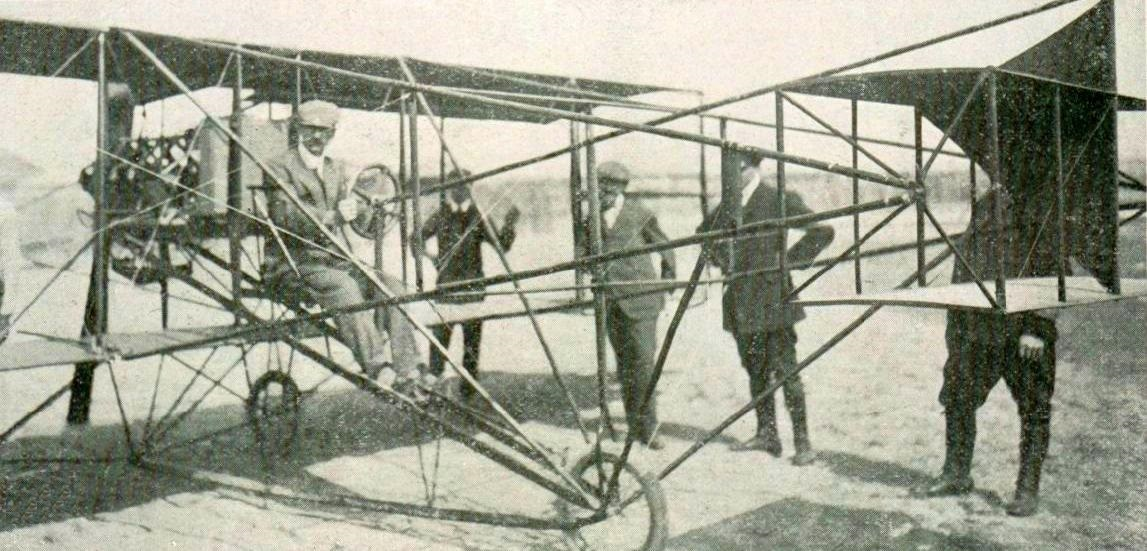
Glenn Curtiss, sur son Curtiss No 2 à la Semaine de Champagne d'août 1909 (Record de vitesse aérien).

Glenn Hammond Curtiss (21 mai 1878 à Hammondsport, État de New York – 23 juillet 1930 à Buffalo, États-Unis) est un pionnier de l’aviation.

## Biographie

### Fabricant de biplans
Le 30 septembre 1901, Glenn Curtiss, coureur cycliste, fonde une fabrique de bicyclettes. En 1901, il se met à s'intéresser aux motocyclettes lorsque les moteurs à combustion interne deviennent disponibles.
Il se passionne pour les moteurs à explosion, de plus en plus accessibles, et dès 1902, passe à la construction de vélomoteurs. Il conçoit lui-même son propre carburateur, où l'essence remonte par capillarité vers le circuit d'allumage : cette idée lui a été inspirée par un mécanisme similaire, utilisé par une marque de conserves de soupe de tomate,,. Il obtient son premier record mondial de vitesse à moto, avec une Curtiss V-2 (103 km/h, au Yonkers New York).
En 1906, après une rencontre avec les frères Wright, il devient constructeur d’avions qu’il fabrique en deux mois. Il fonde la première firme de construction aéronautique américaine le 30 novembre 1907.
En 1907, il établit un deuxième officieux record de vitesse absolue air-terre-mer sur sa moto Curtiss V-8 motorcycle (en) à Ormond Beach en Floride, battu le 23 avril 1911 par Bob Burman sur l'une des six Blitzen Benz 200HP.
Il crée également la Herring-Curtiss Company au capital initial de 360 000 dollars avec le pionnier Augustus Herring le 20 mars 1909.
Le 28 août 1909, à la « Grande Semaine d’aviation de la Champagne » de Reims-Bétheny, il remporte le premier trophée Gordon-Bennett en volant avec son Curtiss-Herring no 1, Reims Racer, à une vitesse de 75,774 kilomètres par heure, repartant avec la coupe en argent d'une valeur de 12 500 francs et avec 2 000 francs de prix.
Le 1er janvier 1910, après avoir passé des examens sous le contrôle du gouvernement le 7 octobre de l'année précédent, il obtient le brevet no 2 décerné par l'Aéro-Club de France (le premier étant attribué à Louis Blériot). Le 18 juin 1911, c'est au tour de l'Aero Club of America de lui décerner ensuite son brevet, le no 1.

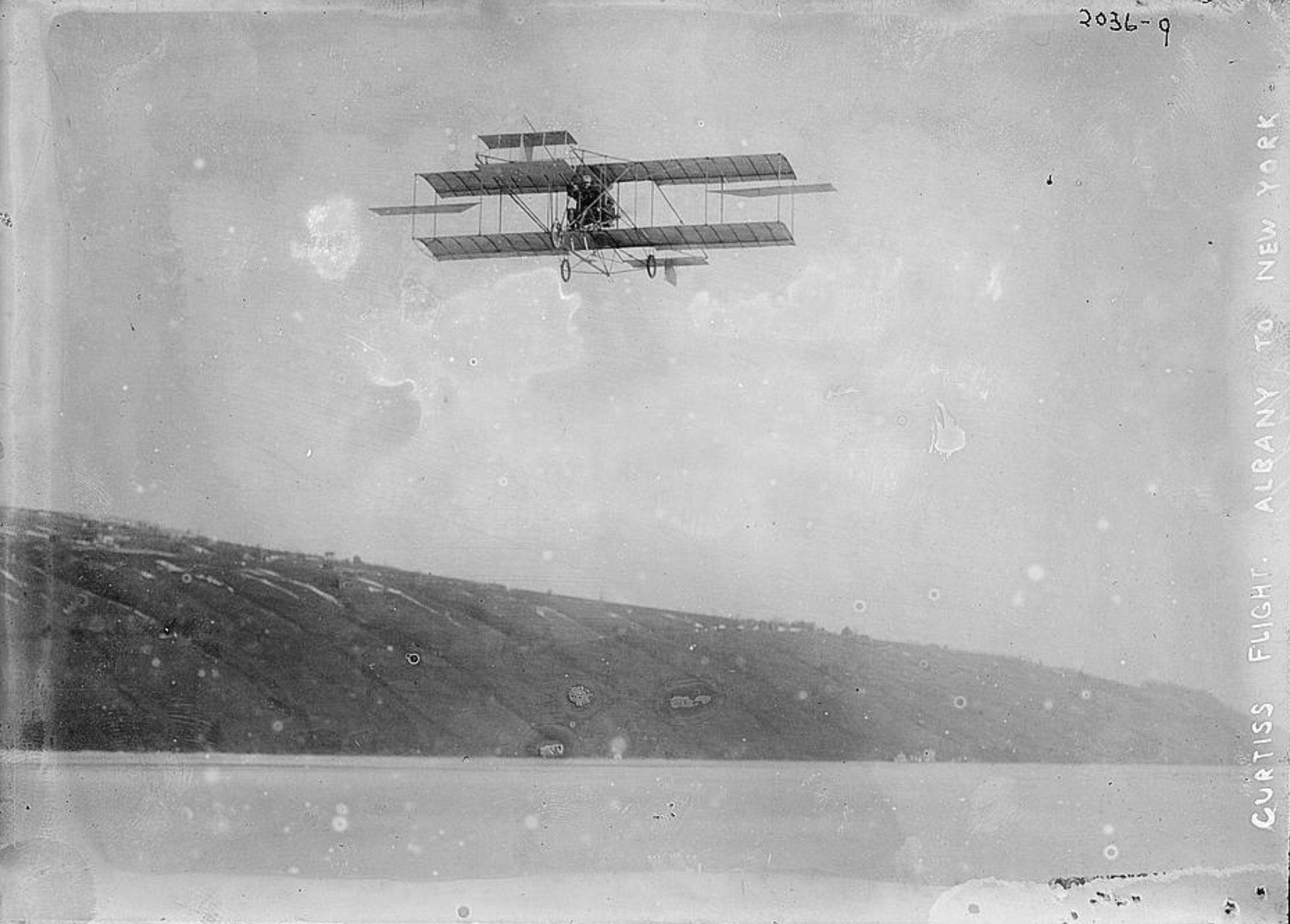
Le biplan de Glenn Curtiss lors du vol historique Albany-New York, 29 mai 1910. Photographie, Bibliothèque du Congrès, Washington, USA.

Le 29 mai 1910, Glenn Curtiss remporte le Prix du New York World en volant d'Albany jusqu'à l’île de Governor’s Island, soit 225 kilomètres couverts avec un biplan. Il empoche alors 50 000 francs pour cette performance.
Le 26 janvier 1911, à San Diego, il décolle de la surface de l'océan et vient amerrir à côté du cuirassé Pennsylvania. Hissé à bord puis remis à l'eau, il rejoint la côte par la voie des airs. Curtiss fait dresser un acte officiel stipulant qu'il est le premier à avoir volé à bord d'un hydravion.
Cependant, le 28 mars 1910, le Français Henri Fabre a réalisé le même exploit sur l'étang de Berre.

### Pionnier de l'aéronavale

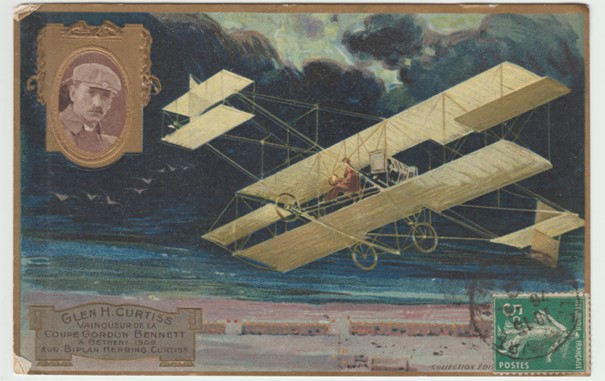
Carte postale ancienne représentant le biplan de Glenn H. Curtiss.

Le 14 novembre 1910, le pilote d'essai Eugene Ely fit décoller un Curtiss d'une plate-forme de fortune montée sur l'avant-pont du croiseur USS Birmingham. Le succès de cet envol et de l'atterrissage sur la plage a marqué le début de la collaboration entre Curtiss et l'US Navy, collaboration qui allait se poursuivre pour des décennies. À la fin de 1910, Curtiss installa un camp de formation à San Diego pour le personnel de l'Armée et de la Marine : il y eut pour stagiaires le lieutenant Theodore Ellyson, premier pilote de l'US Navy, et trois autres officiers : Paul W. Beck, George E. M. Kelly et Lt. John C. Walker, Jr. ; Chikuhei Nakajima, fondateur de la Nakajima Aircraft Company, y fut élève-pilote en 1912. Le site fait aujourd'hui partie de la Naval Air Station North Island et l'US Navy y voit le berceau de l'aéronavale.
Au cours de ce même hiver, Curtiss parvint à mettre au point un ponton flottant pour décoller et amerrir. Le 26 janvier 1911, il fit décoller de l'eau le premier hydravion des États-Unis. Si la Marine américaine s'intéressa de près à ce prototype, elle se trouvait encore davantage concernée par l'atterrissage étonnant d'Eugene Ely (avec l'avion même qui avait décollé précédemment du Birmingham) sur une plate-forme de fortune montée sur le pont arrière de l'USS Pennsylvania. C'était le premier atterrissage sur vaisseau, réalisé grâce à un brin d'arrêt, et le précurseur des opérations aéroportées modernes. Le 28 janvier 1911, Ellyson décolla à bord d'un Curtiss (malicieusement baptisé « tondeuse à gazon », grass cutter) et devint ainsi le premier aviateur de porte-avions.

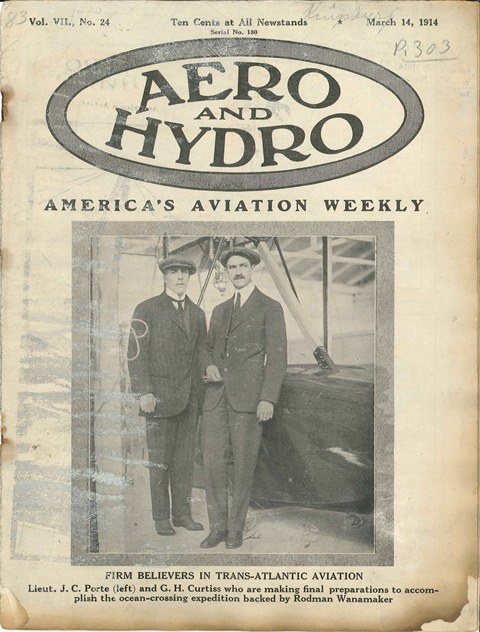
"FIRM BELIEVERS IN TRANS-ATLANTIC AVIATION" : Porte et Curtiss en couverture du fanzine Aero and Hydro (14 mars 1914).

Curtiss adapta des flotteurs sur le fuselage d'un Curtiss Model D pour lui permettre d'amerrir. Le 24 février 1911, il en fit une première démonstration amphibie à North Island en décollant et en atterrissant à la fois sur terre et sur eau. De retour à Hammondsport, six mois plus tard (juillet 1911), Curtiss vendit les premiers appareils A-1 Triad à l'U.S. Navy. L’A-1, qui était au départ un hydravion, était équipé d'un train rétractable, ce qui en fait le premier avion amphibie. Son utilité parut telle qu'il reçut des commandes de Russie, du Japon, d'Allemagne et de Grande-Bretagne. Curtiss remporta le Trophée Collier pour la conception de cet appareil,
Vers cette époque, Curtiss rencontra un officier en retraite de la Royal Navy, John Cyril Porte, qui cherchait un associé pour construire un appareil et concourir pour le prix du Daily Mail de la première traversée de l'Atlantique. En 1912, Curtiss construisit un biplace, le Flying Fish, que sa taille fit classer comme hydravion à coque ; il comportait une innovation : un redan (appelé "marche") pratiqué dans la coque, dont Porte pensait qu'il écartait l'eau au décollage. Curtiss eut l'intuition correcte que cette configuration convenait mieux à un avion moyen-courrier, capable de d'opérer sur de longs parcours, et qu'un appareil plus lourd serait aussi plus stable sur une mer agitée. Avec le soutien financier de Rodman Wanamaker, Porte et Curtiss mirent au point l'America en 1914, un bimoteur capable de franchir l'Atlantique.

### Pendant la Grande Guerre
Lorsqu'éclata la Première guerre mondiale, John Porte reprit du service auprès de la Royal Navy, qui racheta à Curtiss plusieurs modèles de l’America, baptisés appareils H-4,. Porte breveta et mit en fabrication de nouveaux hydravions longs-courriers à la base expérimentale de Felixstowe, et l'amélioration qu'il apporta aux coques de ces appareils bénéficia en retour à Curtiss. Les derniers modèles britanniques furent vendus à l'armée américaine, ou assemblés par Curtiss sous le nom de F5L. L'usine Curtiss construisit un total de 68 avions Large Americas, qui aboutirent au modèle H-12, le seul avion de conception et de fabrication américaine à avoir véritablement combattu pendant la Grande Guerre,.

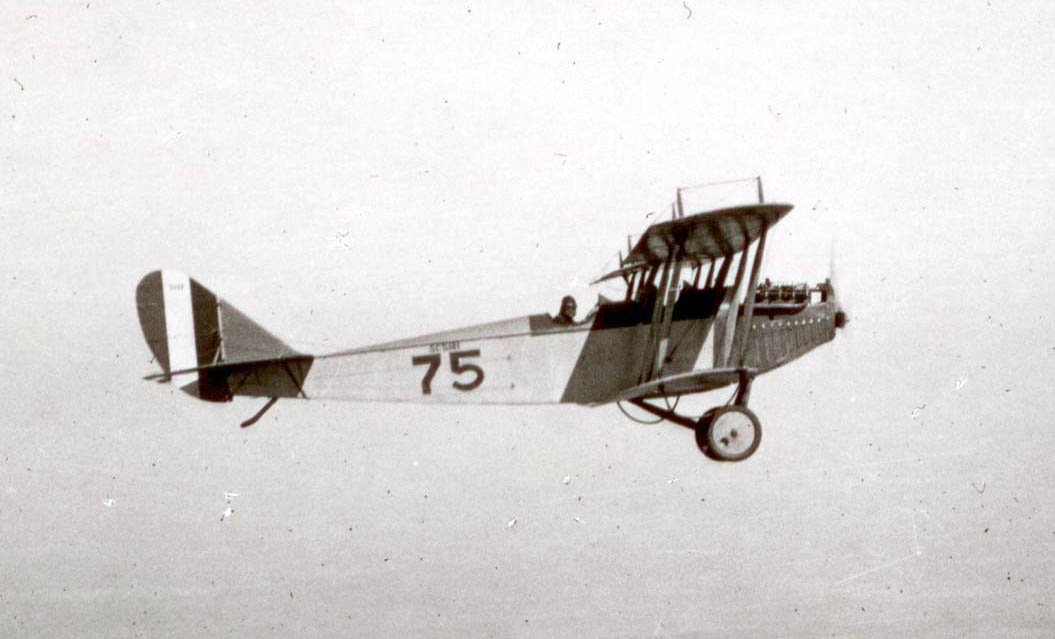
Vol d'entraînement d'un Curtiss JN-4 (Jenny) vers 1918.

Vers la fin de 1915, l'opinion publique américaine appréhendait l'entrée en guerre avec l'Allemagne. En prévision de cette décision, l'U.S. Signal Corps passa commande d'un avion biplace pour l'entraînement de nouveaux pilotes. Curtiss mit au point deux appareils simples à piloter, le JN-4 Jenny pour l'Armée de Terre, et l'hydravion Curtiss N-9 pour la Marine. Ces deux appareils furent d'énormes succès commerciaux : ils furent vendus par milliers aux militaires américains, canadiens et britanniques ; la demande de l'aviation civile doubla les bénéfices, si bien qu' finit par employer 18 000 ouvriers à Buffalo et 3 000 ouvriers à Hammondsport.
En 1917, la Marine américaine chargea Curtiss de concevoir un hydravion quadrimoteur long-courrier long-range capable d'embarquer cinq hommes d'équipage : ce fut le Curtiss NC. Trois des quatre NC furent affectés à la première traversée de l'Atlantique en 1919, et le NC-4 acheva effectivement la traversée moyennant une halte aux Açores ; les deux autres appareils, le NC-1 et le NC-3, furent toutefois immobilisés par des avaries dans ce même archipel. Le NC-4 est depuis exposé au National Museum of Naval Aviation de Pensacola.

### L'Après-guerre
L'armistice mit un terme aux juteux contrats d'armement, si bien qu'au mois de septembre 1920, il fallut réorganiser la production de Curtiss Aeroplane and Motor Co. Glenn Curtiss réalisa ses actifs et retira de cette opération 32 millions de dollars. Toujours directeur en titre de la société, il n'exerçait plus cependant que le rôle de conseiller technique, et se retira en Floride. Il passa les rênes de l'entreprise au financier Clement M. Keys (1876–1952) qui en fit le noyau de Curtiss-Wright Corporation.

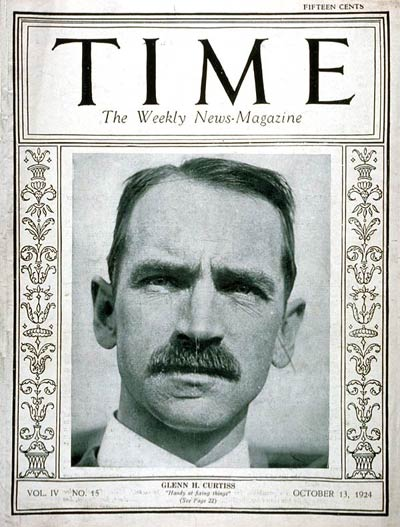
Couverture du magazine Time (13 octobre 1924).

Curtiss se lança, lui, dans de vastes programmes immobiliers : membre de diverses commissions régionales, il afferma terrains et forages d'eau potable, aménageant les lotissements de Hialeah (en association avec James Bright), d'Opa-locka et de Miami Springs, où il établit une pension de famille : Glenn Curtiss Mansion, de style Pueblo Revival. Cet édifice, délabré et vandalisé pendant des décennies, a été réaménagé en musée de l'inventeur.
Pour ses parties de chasse dans les Everglades, Curtiss inventa un prototype de camping-car, baptisé du nom de son beau-frère et associé : l'Adams Motor « Bungalo ». Il en fit ensuite une version grand public, pouvant être tractée par une voiture, l’Aerocar. Peu avant sa mort, il dessina les plans d'un avion à train d'atterrissage tricycle, qu'il pensait commercialiser au prix d'une caravane.

Il meurt en 1930 des suites d’une appendicite.

### Sources
- (en) Glenn H. Curtiss Museum à Hammondsport.